# Mokhtar El-Tetch
Mokhtar El-Tetch (12 de outubro de 1905 - 21 de fevereiro de 1965) foi um futebolista egípcio, que atuava como atacante. 

## Carreira
Ele competiu na Copa do Mundo FIFA de 1934, sediada na Itália, na qual a seleção de seu país terminou na décima terceira colocação dentre os 16 participantes.